# 特立尼达·纳瓦罗
特立尼达·纳瓦罗（英語：Trinidad Navarro）是美国民主党籍政治人物，目前担任特拉华州的保险专员，曾任纽卡斯尔县警长。

## 早年生活与职业生涯
纳瓦罗在特拉华技术社区学院获得了副学士学位，随后在威尔明顿大学取得了学士学位，并在纽卡斯尔县担任警察超过20年。2010年，他当选为纽卡斯尔县的警长。